# Южнорусская овчарка
Южнорусская овчарка — порода собак; старинная пастушья собака (овчарка) Причерноморской степи.

## История породы

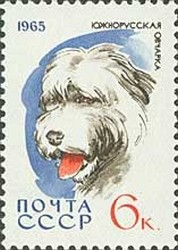
Почта СССР, 1965 г. Южнорусская овчарка

Существует множество версий её происхождения, иногда вовсе невероятных. Большинство авторов связывают становление и развитие породы с имением Аскания-Нова, которое принадлежало гениальному зоотехнику своего времени барону Ф. Фальц-Фейну. Сначала его дед, а потом он находил необходимым выдавать собакам определённый паек и даже более того — находил время лично периодически делать своеобразные смотры собакам чабанов, безжалостно бракуя и уничтожая всех нетипичных (Бабушкин, 1929).
Фридрих Фальц-Фейн придал породе современные заводские черты, а заодно и дал ей название «южнорусская овчарка». Скрещивание с местными борзыми привело к увеличению роста, к появлению белого окраса, привнесло легкость телосложения и характерные для быстроаллюрных собак черты: уплощенную грудную клетку, подтянутый живот и выраженные углы задних конечностей.
Порода сильно пострадала, практически исчезла в результате двух мировых войн, так как отличные охранные качества и беспредельная преданность хозяину мешали завоевателям и порода безжалостно уничтожалась. Однако к концу XX века удалось восстановить численность и увеличить регион обитания породы. Она получила широкое распространение на всей территории бывшего СССР, отдельные экземпляры вывезены за рубеж. 
Стандарт породы несколько раз изменялся. Наиболее близкие породы по внешнему облику — венгерский комондор и английский бобтейл.

## Экстерьер
- Крупная длинношёрстная овчарка.

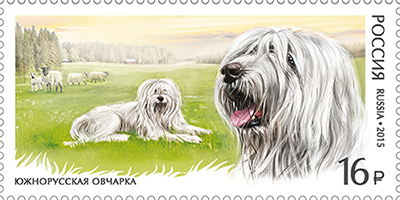
Южнорусская овчарка на почтовой марке России 2015 года

- Окрас чаще всего белый, белый с желтизной, палевый, серый различных оттенков, белый с серыми пятнами, белый с палевыми пятнами, серо-пегий и палево-пегий (в прошлом — в 1930-е. гг. — допускались другие окрасы — чёрный, коричневый, рыжий).
- Длина шерсти не менее 10 см, шерсть грубая, слегка волнистая, одинаковой длины на голове, конечностях, туловище и хвосте, с хорошо развитым подшёрстком.
- Рост у кобелей — не ниже 65 см. Суки — не ниже 60 см.
- Вес — более 35 кг.
- Костяк достаточно крепкий, но не массивный.
- Голова удлиненная, переход ото лба к морде сглажен.
- Хвост опущен до скакательного сустава, заканчивается небольшим закруглением.
- Пороками в экстерьере считаются: непропорциональность сложения, квадратный формат, трусость, холеричность, неуправляемая агрессивность; короткая, мягкая, сваливающаяся в шнуры шерсть, или короткая, плотно прилегающая шерсть на голове и конечностях. Также недопустимы все окрасы, не предусмотренные стандартом, темная маска, голубые или белые глаза, глаза разного цвета; куцехвостость.

Шерсть требует тщательного ухода. Отличаются хорошими рабочими качествами, в наши дни применяются главным образом для караульной службы.
Отличается от других пород своеобразным бегом с захлёстом конечностей.

## Характер
Южнорусская овчарка — сообразительная, самодостаточная, уверенная в себе и подвижная собака, склонная к принятию самостоятельных решений. Южнорусские овчарки — собаки злобные, недоверчивые к посторонним, преданные хозяину и членам семьи, неприхотливые, легко приспосабливающиеся к различным климатическим условиям. Это собака одного хозяина, она выбирает среди членов семьи единственного человека, которого будет беспрекословно слушаться. Южнорусская овчарка считает дом и семью своей собственностью, и их она будет пытаться охранять даже в юном возрасте. Если щенок южнорусской овчарки появился в доме в щенячьем или подростковом возрасте, он без труда уживется со всеми домочадцами. Учитывая, что южнорусские овчарки обладают врожденной злобностью, к воспитанию щенка надо подходить со всей ответственностью, чтобы не получить в итоге злобное и неуправляемое животное. Эта собака не подходит пожилым людям и людям со слабым здоровьем, так как требует активного образа жизни.